# Совка-ипсилон
Совка-ипсилон (лат. Agrotis ipsilon) — бабочка семейства совок, вредитель, поражающий овощные, бахчевые, технические культуры. Распространена в умеренных и субтропических странах северного и южного полушария, за исключением Крайнего Севера и пустынных районов Африки и Средней Азии.